# Paolo Cacciari

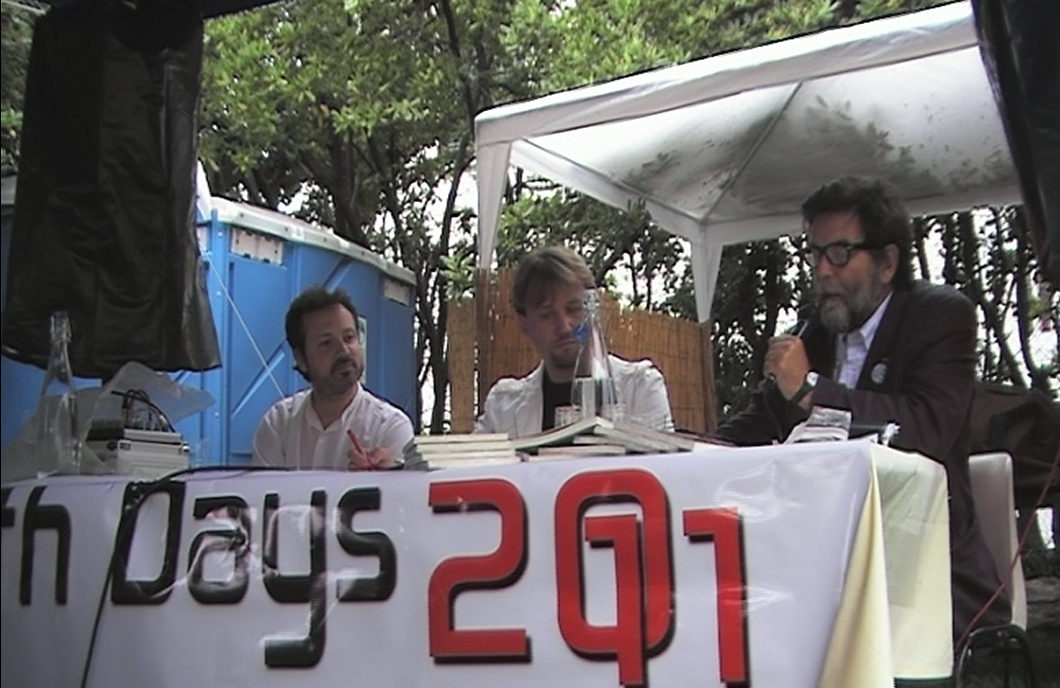
Paolo Cacciari con William Domenichini e Tommaso Fattori all'Earth Day 2011 a Lerici

Paolo Cacciari (Venezia, 10 giugno 1949) è un politico italiano.

## Biografia
Laureato in architettura, nel 1967 si iscrisse al Partito Comunista Italiano e ha collaborato con numerose testate tra cui il manifesto e l'Unità. Dal 1984 è giornalista professionista, iscritto all'Ordine dei Giornalisti del Veneto. È direttore responsabile del periodico online di ecologia, società e politica "Quaderni della decrescita"..
È il fratello minore del filosofo e politico Massimo Cacciari, sindaco di Venezia dal 1993 al 2000 e dal 2005 al 2010.

### Comune di Venezia
Dal 1976 al 1985 è stato per il PCI: consigliere comunale, assessore e vicesindaco (dal 1982 al 1985) del Comune di Venezia.
Inoltre è stato assessore all'Ambiente e al Centro pace del Comune di Venezia dal 2001 al 2005 dando vita al progetto "Cambieresti?".

### Attività sindacale
Ha lavorato all'ufficio stampa della CGIL del Veneto dal 1987 al 1990.

### Regione Veneto
Successivamente ha aderito a Rifondazione Comunista ed alle elezioni regionali del 1995 è stato candidato alla presidenza del Veneto, ottenendo il 6,9% dei consensi. Consigliere regionale dal 1990 al 2000. Eletto in Consiglio Comunale di Venezia (dal 2001 al 2005), ne diviene assessore all'ambiente e alle politiche giovanili.

### Parlamento nazionale
Nelle elezioni politiche del 2006 è stato candidato come deputato tra le file del PRC nella circoscrizione Veneto 2: non eletto direttamente, approdò alla Camera per la rinuncia di Fausto Bertinotti.
Nel luglio 2006, in opposizione alla proroga delle missioni militari italiane all'estero, si dimise da deputato. La Camera dei deputati, su richiesta dei gruppi parlamentari de L'Unione, respinse le dimissioni. Conclude il mandato parlamentare nell'aprile 2008.

## Opere
- Pensare la decrescita. Equità e sostenibilità, 2006, Intra Moenia. ISBN 9788874210640.
- Decrescita o barbarie, 2008, Carta. (scaricabile da https://web.archive.org/web/20100507005821/http://forum.simplicissimus.it/index.php?action=downloads;sa=view;down=110)
- La società dei beni comuni, 2011, Ediesse.
- Paolo Cacciari, Adriano Fragano e altri, 2012, Immaginare la società della decrescita, Firenze, Terra Nuova Edizioni.
- "Viaggio nell'Italia dei beni comuni" (a cura di), 2012, Marotta&Cafiero.
- con Adriano Fragano e Gianni Tamino, Decrescita. Idee per una civiltà post-sviluppista, Sismondi, 2009, ISBN 88-88005-28-5.
- "Vie di fuga. Crisi, beni comuni, lavoro e democrazia nella prospettiva della decrescita", 2015, Marotta&Cafiero.
- "101 piccole rivoluzioni. Storie di economia solidale e buone pratiche dal basso", 2016, Altreconomia.
- "Ombre verdi. L'imbroglio del capitalismo green. Cambiare paradigma dopo la pandemia", 2020, Altreconomia
- "Decrescita. Un rovesciamento culturale", 2020, Marotta&Cafiero.
- "Re Mida. la mercificazione del pianeta. Lavoro e natura, economia ed ecologia", 2022, La Vela, Lucca.
- "Transizione ecologica. Una danza immobile. Anzi mortale", in: (a cura di) S.Cortopassi e M.Rovelli, "La sinfonia della natura" Tarka, 2023 Mulazzo.